# Cal Negra
Cal Negra és una casa de Canet de Mar (Maresme) protegida com a bé cultural d'interès local.

## Descripció
Es tracta d'un edifici cantoner de planta baixa i dos pisos. Les façanes tenen una distribució de les obertures simètrica. A davant de la casa hi ha un petit jardí. La façana principal té una tribuna al primer pis i una finestra a cada costat. La segona planta presenta un balcó a sobre la tribuna i dues finestres a banda i banda. La façana lateral té tres grans finestrals a la planta baixa. Un balcó corregut amb barana de ferro amb tres portes balconeres coronades per una motllura. Al segon pis hi ha tres finestres. Les obertures estan emmarcades amb motllures de pedra amb decoració vegetal. També hi ha decoració ceràmica blava al nivell del segon pis.
El centre tant de la façana principal com de la façana lateral estan emfatitzats per sengles coronaments decoratius.
Els acabats estan realitzats en pedra. La coberta és un terrat.